# Bazylika katedralna we Floridzie
Bazylika katedralna Matki Bożej z Luján we Floridzie (hiszp. Catedral basílica de Florida) – rzymskokatolicki kościół w mieście Florida w Urugwaju, zlokalizowany w centrum miasta przy Plaza de la Asamblea, wybudowany w latach 1887-1908, pełniący funkcję katedry diecezji Floridy oraz mający godność bazyliki mniejszej. Narodowe sanktuarium patronki Urugwaju Matki Bożej Trzydziestu Trzech.

## Historia
W miejscu obecnej bazyliki istniała wcześniej niewielka kaplica Matki Bożej z Luján, która w 1805 roku została podniesiona do rangi kościoła parafialnego.
W dniu 19 kwietnia 1825 roku grupa urugwajskich patriotów tzw. Trzydziestu Trzech Orientalczyków przekroczyła rzekę Urugwaj i rozpoczęła walkę o wyzwolenie kraju, który w tym czasie był włączony do Brazylii. W dniu 25 sierpnia 1825 roku proklamowano niepodległość Urugwaju, w tym też dniu przed figurą Matki Bożej we Floridzie modlili się zgromadzeni ludzie wraz z większością grupy Trzydziestu Trzech Orientalczyków. Od tej pory figurę tę zaczęto nazywać Matką Bożą Trzydziestu Trzech (Figura Matki Bożej Trzydziestu Trzech została uroczyście ukoronowana w 1961 roku). 
Budowa obecnego kościoła rozpoczęła się w 1887 roku. Świątynia została otwarta w 1894 roku, pomimo że jeszcze nie były gotowe wieże. Natomiast budowa została ukończona w roku 1908.
W 1931 roku kościołowi nadano rangę katedry, natomiast 1 kwietnia 1963 roku świątynia otrzymała godność bazyliki mniejszej.
25 sierpnia 1975 roku katedra została uznana za narodowy zabytek historyczny (Monumento Histórico Nacional).
W 1988 roku papież Jan Paweł II odwiedził bazylikę.
W 1993 roku katedrę ustanowiono narodowym sanktuarium patronki Urugwaju Matki Bożej Trzydziestu Trzech (Nuestra Señora de los Treinta y Tres).

## Architektura i sztuka
Świątynia została wybudowana w stylu neorenesansowym.
Na fasadzie znajdują się dwie ważne daty: 1805 jako rok ustanowienia parafii Matki Bożej z Luján oraz 1887 – rok położenia kamienia węgielnego. Nad wejściem znajduje się łaciński napis Domus Dei nostri (pol. "Dom naszego Boga").
Drzwi bazyliki wykonane są z brązu, ważą ok. 800 kg. Zostały ozdobione reliefami przedstawiającymi sceny biblijne i historyczne (m.in. pierwsi mieszkańcy Pintado, budowa pierwszej kaplicy w Pintado, przeniesienie wizerunku Matki Bożej z Pintado do Villa de la Florida, pierwsza msza ofiarowana za ojczyznę w 1811 roku, Trzydziestu Trzech przed Matką Bożą, zgromadzenie z 1825 roku, pierwsi misjonarze ewangelizujący rdzenną ludność, bitwa pod Las Piedras, wygnanie franciszkanów z miasta Montevideo w 1811 roku, założenie pierwszej biblioteki publicznej, zaprzysiężenie konstytucji na krzyżu utworzonym przez miecz i bagnet).
Wnętrze kościoła zdobią freski pędzla Arquímedes Vitali. Na sklepieniu nawy głównej znajdują się malowidła przedstawiające ważne momenty w życiu Maryi.
Ołtarz główny z marmuru karraryjskiego został wykonany w Genui i zainstalowany w bazylice w 1898 roku. W centralnej części ołtarza znajduje się figura Matki Bożej Trzydziestu Trzech, powyżej niej krucyfiks, po bokach po lewej rzeźba przedstawiająca św. Józefa, a po prawej św. Ferdynanda.